# 艾米·沃尔特
艾米·伊丽莎白·沃尔特（英語：Amy Elizabeth Walter，1969年10月19日—）是美国政治分析师，担任《艾米·沃尔特的库克政治报道》（The Cook Political Report with Amy Walter）出版人及主编。自2015年以来，她还担任《PBS新闻一小时》的政治分析师。沃尔特专注于预测和分析美国的全国性选举。

## 早年生活及教育
沃尔特在伊利诺伊州巴林顿长大，1987年毕业于巴林顿高中。她于1991年以优异的成绩毕业于科尔比学院，并担任该校的董事会成员。

## 职业生涯
沃尔特于1997年开始为《库克政治报告》（The Cook Political Report）工作。她于1997年至2007年间担任高级编辑，负责美国众议院的报道。随后她在2007年至2010年期间担任《国家期刊》（National Journal）热线的主编。
沃尔特于2010年离开《国家期刊》，担任ABC新闻政治主任。她在ABC新闻工作到2013年，之后回到《库克政治报告》担任全国编辑。在2021年7月30日查利·库克离职后，她被任命为《库克政治报告》的编辑和出版人，该出版物更名为《艾米·沃尔特的库克政治报道》。
沃尔特的著作曾在《华盛顿邮报》、《华尔街日报》和《纽约时报》上发表，她还曾在包括《华盛顿周》、《面对国家》、《PBS新闻一小时》、克里斯·华莱士的《福克斯周日新闻》、《安德烈亚·米切尔报道》、《每日快讯》、《克里斯·马修斯秀》和《与媒体见面》等多个广播节目中亮相。

## 奖项与表彰
沃尔特的分析获得了多个奖项。2000年，她因准确预测乔治·W·布什赢得当年总统选举而获得《华盛顿邮报》的水晶球奖。她还参与了CNN的2006年选举报道,该报道荣获艾美奖。2009年，《华盛顿人》杂志将沃尔特评选为华盛顿特区50位顶尖记者之一。2021年，《华盛顿人》将她评选为华盛顿最有影响力的女性之一。
沃尔特是芝加哥大学政治学院的首届研究员。2017年，她的母校科尔比学院授予她荣誉文学博士学位。

## 个人生活
沃尔特于2013年与担任作家的长期同性伴侣凯瑟琳·哈姆结婚，她们在2006年收养一子。